# Geleira Perito Moreno
A geleira Perito Moreno, geleira Bismarck ou geleira Francisco Gormaz é um glaciar argentino-chileno que está situado entre os 47º e 51º de latitude sul. Ela se estende desde o campo de gelo Patagônico Sul, na fronteira entre Argentina e Chile, até o braço sul do lago Argentino, possuindo cinco quilômetros de largura e 60 metros de altura. Seu nome é uma homenagem a Francisco Pascasio Moreno, criador da Sociedade Científica Argentina e um renomado pesquisador da região austral daquele país. O glaciar é considerado uma das reservas de água doce mais importantes do mundo.

## Características
É uma das geleiras mais imponentes e já foi chamada de a "oitava maravilha do mundo", devido à vista que se tem de seu topo. Localizada em uma zona rodeada por bosques e montanhas, está dentro do Parque Nacional Los Glaciares, criado em 1937 na província de Santa Cruz, localizada ao sul da Argentina. Esse parque, de 724.000 hectares possui um total de 356 geleiras.
Em diversos pontos de sua extensão, a geleira represa as águas do lago Argentino, fazendo com que esse atinja uma altura de até 30 metros. Neste ponto a água começa  a fazer pressão sobre o gelo. Essa pressão cria um túnel com uma abertura de mais de 50 metros, por onde as águas do rio Braço acabam descendo até o lago Argentino. A pressão da água provoca um desabamento na borda da geleira, formando um espetáculo incrível. Esse processo se repete ao longo de intervalos irregulares: o último desabamento ocorreu em 9 de julho de 2008. Os anteriores em 13 de março de 2006, dois anos após o desabamento ocorrido em 2004, sendo que o anterior ocorreu somente 16 anos antes, em fevereiro de 1988. Os turistas podem observar o fenômeno a 200 metros de distância, em instalações especialmente construídas para este fim. Este último desabamento foi presenciado por cerca de vinte felizardos.
Também é possível caminhar sobre a geleira, desde que se use sapatos e roupas adequados e acompanhado de guias especialmente treinados.

## História
Em 1879, o capitão britânico da Marinha do Chile, Juan Tomás Rogers, primeiro avistou a geleira majestoso que batizado de "Francisco Gormaz", o nome do diretor do Instituto Hidrográfico da Marinha do Chile, patrocinador agência a expedição de descoberta.
Alguns anos mais tarde, Rudolph Hauthal, ligado ao Boundary Comissão Argentina, ele conheceu a geleira, e decide nomeá-lo como "Bismarck" em honra do chanceler prussiano.
Em 1881, ele assinou o tratado de fronteira entre Argentina e Chile, que define a fronteira de ambos os países na Andes até ao paralelo 52. Quando encontro ao leste da cordilheira dos Andes, e em um lago de encosta Atlântica como é o lago Argentino, a geleira está sob soberania argentina. Antes do tratado, a área estava em disputa entre os dois países.
Finalmente, em 1899, após anos de pesquisa, coleta de material arqueológico e levantamento da área, o argentino tenente Iglesias, que está encarregado de estudos para o Instituto Hidrográfico argentino nomeia o monte de neve cobiçado como Glaciar Perito Moreno em uma homenagem a Francisco Moreno 

## Imagens

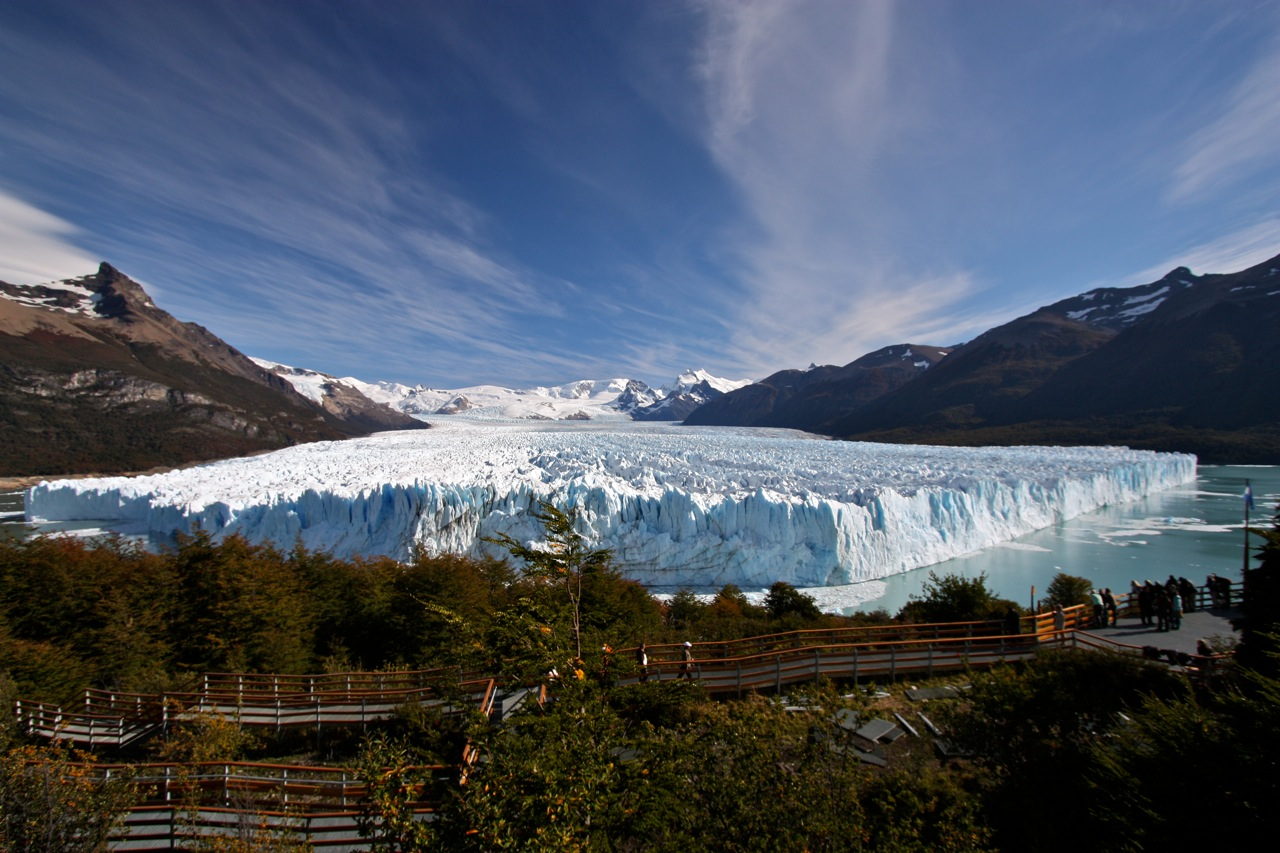
Vista do glaciar desde o mirante do parque em 2010.
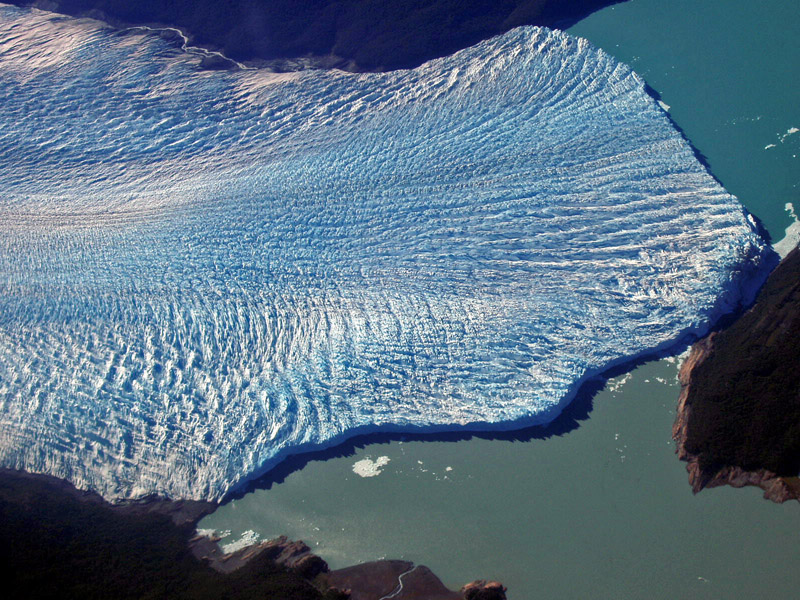
Vista aérea do glaciar de onde se observa como logrou em 2005 seccionar o lago em duas partes.
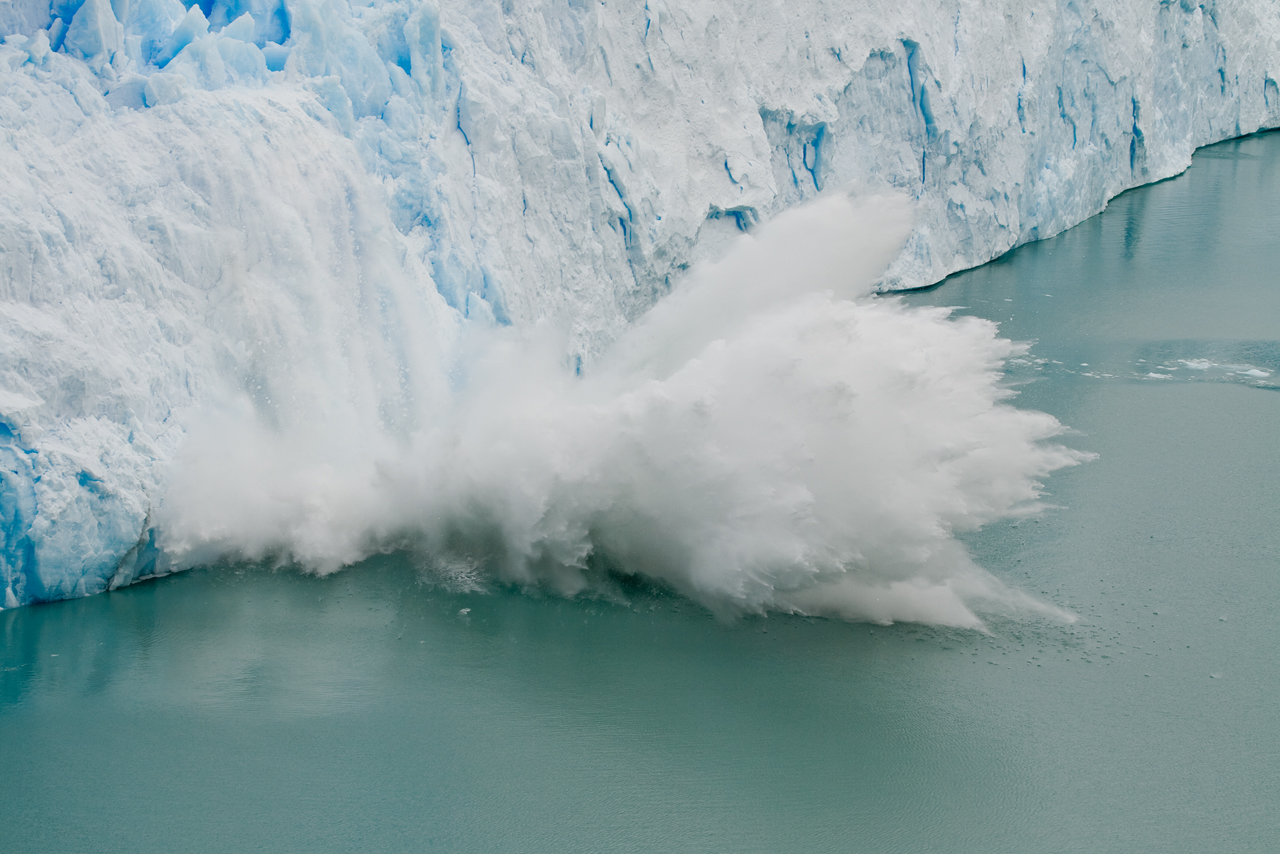
Degelo do glaciar em 2007.
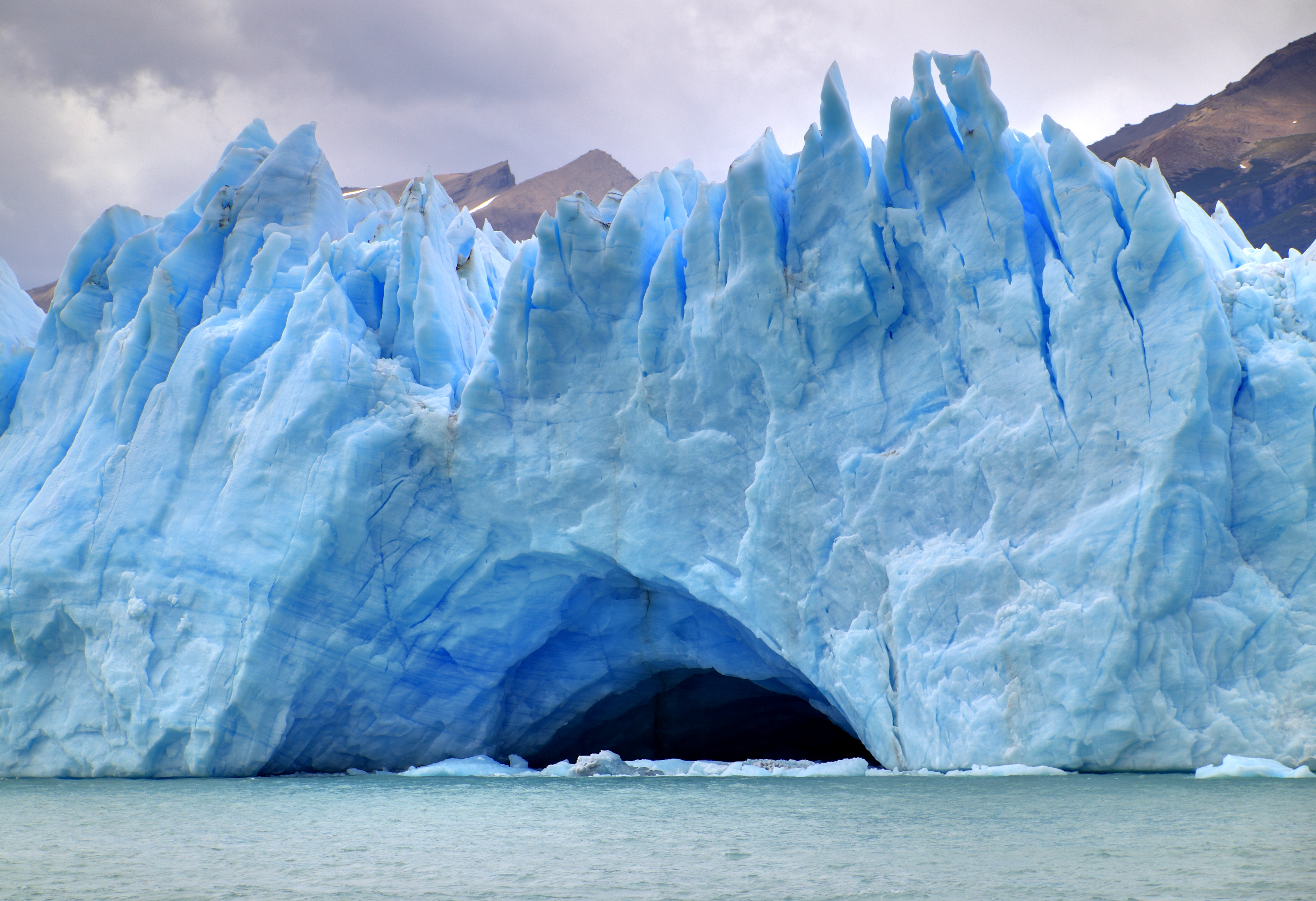
Uma caverna glaciar situado no extremo norte do glaciar.